# Dexter Pittman
Pour les articles homonymes, voir Pittman.
Dexter Jerome Pittman, né le 2 mars 1988 à Rosenberg, Texas est un joueur américain de basket-ball. Il évolue au poste de pivot.

## Carrière universitaire
Il joue quatre saisons dans l'équipe universitaire des Longhorns du Texas puis se présente à la draft 2010 de la NBA.

## Carrière en NBA

### Heat de Miami/Skyforce de Sioux Falls (2010-fév. 2013)
Il est sélectionné en 32e position par le Heat de Miami et signe un contrat de trois ans le 16 juillet 2010.
Le 26 novembre 2010, il est envoyé au Skyforce de Sioux Falls en NBA Development League.
Le 16 décembre 2010, il est rappelé au Heat puis il retourne en D-league le 6 janvier 2011.
Le 1er avril 2011, il joue son premier match avec le Heat de Miami face aux Timberwolves du Minnesota.
En début de saison 2011-2012, il profite de la blessure d'Eddy Curry et l'âge avancé de Juwan Howard pour augmenter son temps de jeu au sein de l'équipe.
Le 13 avril 2012, il établit son record de points en carrière en inscrivant 16 points dans la victoire des siens contre les Bobcats de Charlotte.
Durant le match 5 des demi-finales des playoffs 2012 contre les Pacers de l'Indiana, il donne un coup de coude à Lance Stephenson alors qu'il reste moins de 20 secondes avant la fin du temps réglementaire. Pour ce geste, il est suspendu pour trois rencontres.
Le Heat remporte la finale NBA et Pittman gagne son premier titre de champion NBA.
Durant sa troisième saison avec le Heat, il déçoit l'équipe et est envoyé plusieurs fois en D-League, au Skyforce de Sioux Falls.

### Grizzlies de Memphis/Toros d'Austin (fév. 2013-2013)
Le 21 février 2013, il est envoyé chez les Grizzlies de Memphis. Le 14 avril, il est coupé par les Grizzlies.

### Bulls de Chicago (sep.-oct. 2013)
En septembre 2013, il signe un contrat avec les Bulls de Chicago mais il est coupé avant le début de la saison, 26 octobre.

### Hawks d'Atlanta (22-27 février 2014)
Le 22 février 2014, il signe un contrat de 10 jours avec les Hawks d'Atlanta. Le 27 février, après avoir disputé deux rencontres où il n'a marqué aucun point, il est coupé par les Hawks.

## Palmarès
- Champion NBA en 2012 avec le Heat de Miami.
- Finales NBA en 2011 contre les Mavericks de Dallas avec le Heat de Miami.
- Champion de la Conférence Est de NBA en 2011 et 2012 avec le Heat de Miami.
- Champion de la Division Sud-Est en 2011 et 2012 avec le Heat de Miami.